# アントニー・トロロープ
アントニー・トロロープ（Anthony Trollope 1815年4月24日 - 1882年12月6日）は、イギリスの小説家。
ロンドン生まれ。母も小説家のフランセス・トロロープ。貧しい中で育ち、1834年一家でベルギーのブルッヘへ移る。ブリュッセルの学校の助教師になるが、同年ロンドンの郵便局に勤務、1841年アイルランドの郵便副監督官になる。1844年結婚。1845年監督官になり、余暇に小説を発表。まとめて「バーセットシャー年代記」と呼ばれる6本の連作を始めとして多くの長編をベストセラーにする。1859年英本国へ転任し、1867年退職。
郵便公社でのフルタイムの仕事をこなしつつ､独自の執筆法（15分間に250語の割合で機械的に著述する）で、締切に追われることなく多くの作品を生み出した｡連載小説を書きながら､少なくとも1編か2編は出版を待つばかりの原稿があった｡その執筆の有り様は､現代の社会学研究者から｢時代を先に走っていた社会科学者｣とも評された。
1883年の「自伝」でその執筆法を公開すると名声を落したが、のち再評価された。

## 日本語訳書
- 『富村邸の基督降誕祭 捧腹絶倒』アンソニー・ツロロープ 深沢由次郎訳 太平洋館 1902年
- 『アントニー・トロロープ短篇集』鷹書房弓プレス
1『電信局の娘』都留信夫編、津久井良充編訳　2004年
2『ピラミッドに来た女』津久井良充、谷田恵司編訳 2008年
- 『慈善院長』木下善貞訳 開文社出版 2010年
- 『バーチェスターの塔』木下善貞訳 開文社出版 2011年
- 『ソーン医師』木下善貞訳 開文社出版 2012年
- 『フラムリー牧師館』木下善貞訳 開文社出版 2013年
- 『アリントンの「小さな家」』木下善貞訳 開文社出版 2015年
- 『バーセット最後の年代記』木下善貞訳 開文社出版 2014年-2016年